# 아일락
아일락은 롯데칠성음료에서 생산·판매하던 과일향 탄산음료이다. 2007년 3월 27일 출시되었으며, 쉐이킷 붐붐 제품을 제외한 제품에선 투명캔을 사용하였다. 현재는 아일락 쉐이킷붐붐이란 제품을 출시하였다.
2010년 6월 15일자로 단종된 것으로 보인다.

## 종류
- 오렌지
- 파인애플
- 포도(니어워터)
- 사과(니어워터)
- 쉐이킷붐붐 오렌지
- 쉐이킷붐붐 파인애플
- 쉐이킷붐붐 사과

## 같이 보기
- 롯데칠성음료
- 환타
- 써니텐
- 데미소다
- 오란씨
- 미린다